# Saint-Jean-la-Poterie
Saint-Jean-la-Poterie è un comune francese di 1 567 abitanti situato nel dipartimento del Morbihan nella regione della Bretagna.

## Società

### Evoluzione demografica
Abitanti censiti